# Beatogordius latastei
Beatogordius latastei är en tagelmaskart som först beskrevs av Lorenzo Camerano 1895.  Beatogordius latastei ingår i släktet Beatogordius och familjen Chordodidae. Inga underarter finns listade i Catalogue of Life.